# Gravenbruch

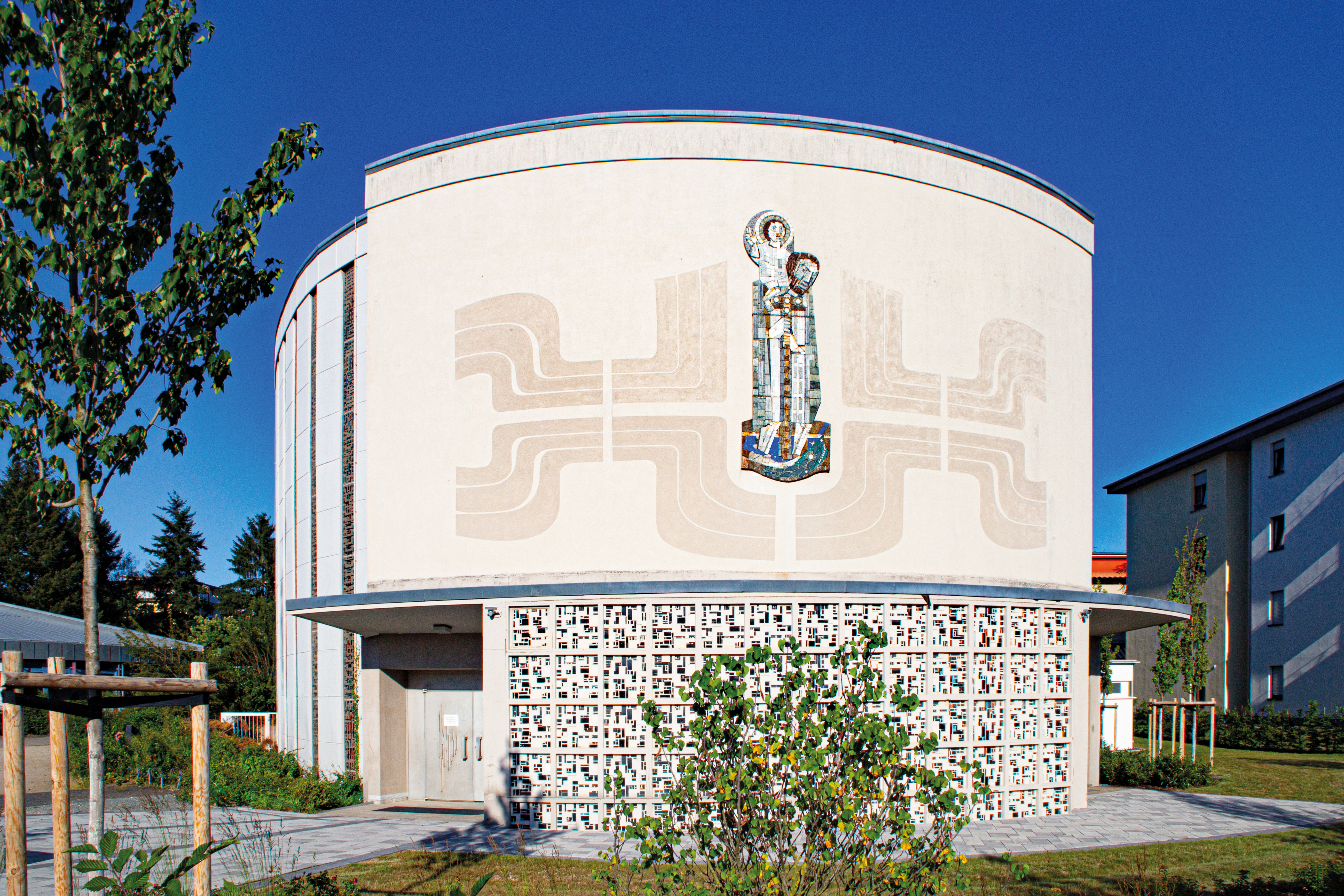
Katholische Kirche in Neu-Isenburg/Gravenbruch

Gravenbruch ist ein Stadtteil von Neu-Isenburg im Landkreis Offenbach in Hessen. Der Stadtteil liegt in der Gemarkung Neu-Isenburg.

## Geographische Lage
Gravenbruch liegt in einem relativ flachen, geschlossenen Waldgebiet auf einer Rodungsinsel rund vier Kilometer östlich des Stadtkerns von Neu-Isenburg. Der umgebende Wald ist wegen der hohen Bevölkerungsdichte des Rhein-Main-Gebietes als Bannwald ausgeschrieben und darf nicht für weitere Besiedlung gerodet werden.
Gravenbruch grenzt im Norden, Osten und Süden an die Waldungen der kreisfreien Stadt Offenbach am Main, im Südwesten an die Gemarkung Sprendlingen der Stadt Dreieich und im Westen verbinden Waldflächen Gravenbruch mit der Kernstadt Neu-Isenburg.

## Geschichte

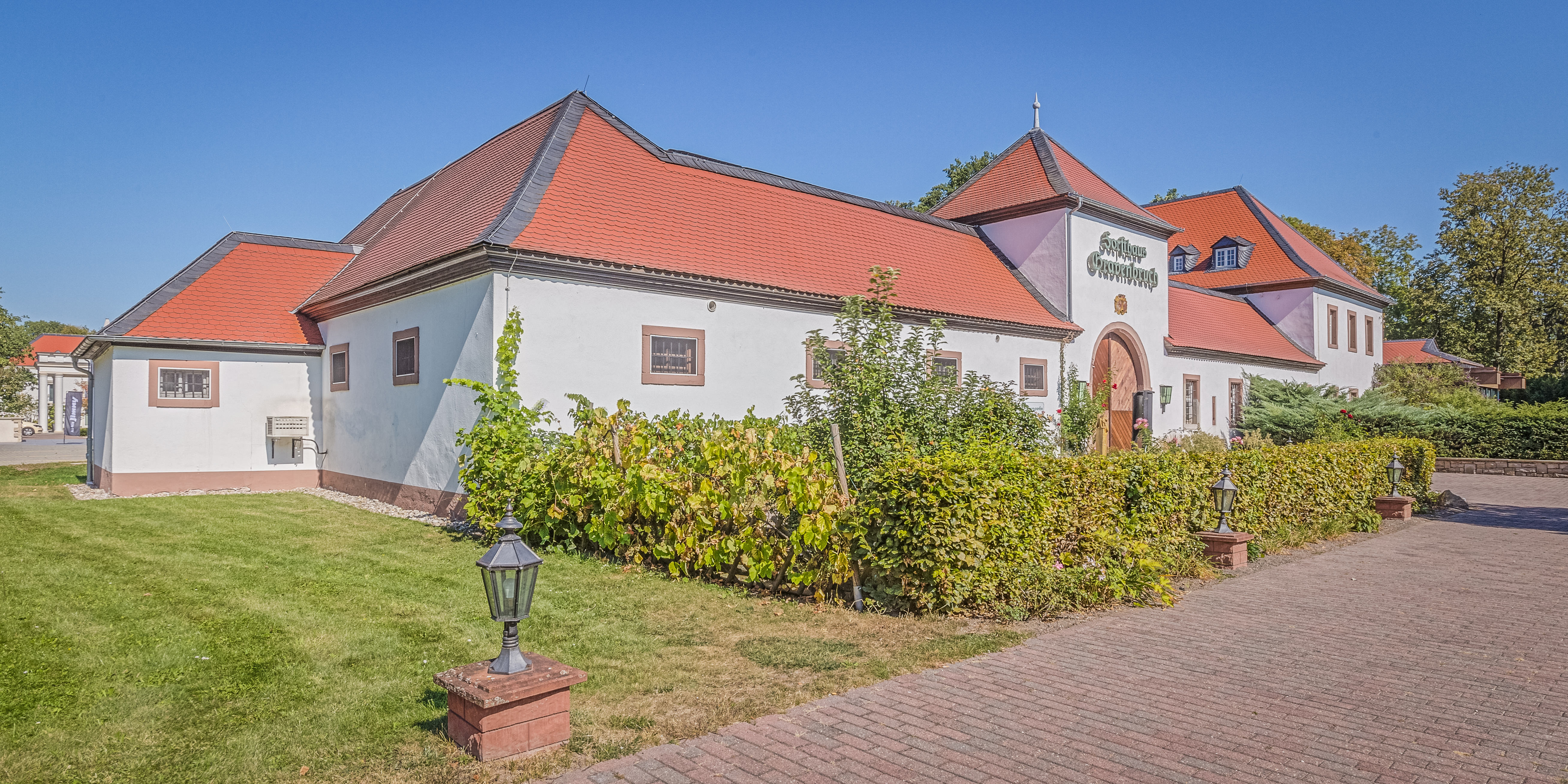
Forsthaus Gravenbruch mit Bestandteilen der ehemaligen Hofanlage (Teil des heutigen Kempinski-Hotels).

### Überblick
Der Junker Sebastian von Heusenstamm, Neffe des gleichnamigen Erzbischofs von Mainz Sebastian von Heusenstamm, legte vermutlich ab 1586 im Grauen Bruch einen befestigten Hof, den späteren Hof Gravenbruch beziehungsweise das Forsthaus Gravenbruch, an, der Mittelpunkt einer selbständigen Gemarkung war.
Der Name Gravenbruch leitet sich vom grauen Bruch ab, also einem Trachytvorkommen. Die historische Namensformen, unter denen Gravenbruch erwähnt wurde, waren für diesen moorigen Landschaftsteil: 1299 Creyenbruch, dann Krienbruch oder Craenbruche (1401), Creyenbruch (1405), Kreyenbruch (1437), Creyen Bruch (1467), Kreichenbruch (1567), Grauen Bruch (1590), Krauen Bruch (1592), Creenbruch (1595), Cravenbruch (1607), Gräfenbruch (1829) und schließlich Grafenbruch (1946). Die heutige Schreibweise Gravenbruch gilt seit 1965.
1661 gelangte der Hof an die Grafen von Schönborn. Er wurde im 18. Jahrhundert umgebaut und 1908 durch einen Anbau erweitert. Die Gemarkung umfasste nach dem Stand von 1854 eine Fläche von 1672 Morgen, davon 122 Morgen Acker, 67 Morgen Wiesen und 1436 Morgen Wald.
Der Hof und die umgebenden Waldflächen waren im Zweiten Weltkrieg Ziel von 14 vermutlich fehlgeleiteten Luftangriffen. Für den zerbombten Wald suchte man in den 1950er Jahren nach einem neuen Nutzungskonzept.
Die erhaltenen gebliebenen Teile des Hofes wurden durch Neubauten zu einem umfangreichen Hotelkomplex erweitert, seit dem Betreiberwechsel von 1976 das Kempinski Hotel Gravenbruch. Die selbständige Gemarkung Grafenbruch wurde am 1. April 1957 aufgelöst und den angrenzenden Gemarkungen zugeschlagen. So kam der Wohnplatz Grafenbruch an Neu-Isenburg. Er zählte im Jahr 1957 10 Einwohner.
Mit dem Bau der Wohnstadt Gravenbruch wurde am 5. Dezember 1960 begonnen. Sie wurde als reines Wohngebiet ohne Durchgangsverkehr geplant. Die leicht geschwungene Straße Am Forsthaus Gravenbruch zieht sich von Westen durch das ganze Wohngebiet und führt im Osten in einer großen Schleife zu sich selbst zurück. Die meisten Nebenstraßen sind Stichstraßen, enden in einem Wendekreis und dienen nur dem Anliegerverkehr. Projektleiter des Stadtteilbaus war der Architekt Alex Weber, der zuvor schon das Neu-Isenburger Rathaus gebaut hatte. Erste Mieter waren Angestellte, die bei AEG und Siemens in Frankfurt am Main beschäftigt waren.
Für den Stadtteil Gravenbruch wurde ein Ortsbezirk mit Ortsbeirat und Ortsvorsteher eingerichtet. Der Ortsbezirk Gravenbruch umfasst Flur 25 der Gemarkung Neu-Isenburg.

### Einwohnerentwicklung
Die folgende Tabelle zeigt die Zahl der Einwohner in Gravenbruch, jeweils zum 31. Dezember
| Jahr | Einwohner |
| ---- | --------- |
| 1957 | 10        |
| 1967 | 7321      |
| 2012 | 5752      |
| 2014 | 5945      |
| 2017 | 6223      |
| 2020 | 6352      |

Gravenbruch war in der Anfangszeit eine der kinderreichsten Siedlungen in Deutschland. Ob es die damals absolut kinderreichste Stadt war, ist umstritten; Zahlen der Universität Frankfurt hatten das nicht belegt. Zeitweilig sollen hier jedenfalls über 1000 Kinder gewohnt haben.

## Politik
- SPD: 2
- Grüne: 2
- FDP: 1
- CDU: 3
- AfD: 1

### Ortsbeirat
Nach der Hauptsatzung der Stadt Neu-Isenburg besteht der Ortsbeirat Gravenbruch aus neun Mitgliedern. Die Sitzverteilung nach dem Ergebnis der Kommunalwahl vom 14. März 2021 ist aus dem nebenstehenden Diagramm ersichtlich.
Ortsvorsteher ist Edgar Fischer (CDU). Das AfD-Mitglied wird inzwischen als fraktionslos geführt. Alexander Jungmann hat die FDP verlassen und sitzt nun als Parteiloser im Ortsbeirat.

### Ortsteilwappen

Nichtamtliches Ortsteilwappen des Neu-Isenburger Stadtteils Gravenbruch

Blasonierung: „Geviert, Feld 1 und 4: gleichfalls geviert, davon Feld 1 und 4; Rot belegt mit silbernem Rad, Feld 2 und 3; Silber und Rot durch drei aufsteigende Spitzen geteilt; Feld 2 und 3: Rot und Silber durch drei aufsteigende Spitzen geteilt und darauf stehend, ein aufgelegter goldener blaubezungter Löwe mit blauer Krone.“
Wappenbegründung: Im August 2018 stellt der ehemalige Stadtverordnete, Historiker und Grafiker Alexander Jungmann auf Anregung von Luka Sinderwald ein nichtamtliches Gravenbruch-Ortsteilwappen vor, welches sich aus den Wappen der Grafen von Schönborn und dem bekanntesten Vertreter aus der Heusenstammer Linie, dem Erzbischof von Mainz, Sebastian von Heusenstamm, zusammensetzt, um dem Stadtteil ein lang vermisstes Identifikationssymbol zu spenden.

## Verkehr und Infrastruktur
Die Straße Am Forsthaus Gravenbruch verbindet die Wohnstadt für den überörtlichen Verkehr nach Westen mit der Bundesstraße 459, die die Kreisstadt Dietzenbach im Süden mit der Bundesstraße 3 am Offenbacher Kreuz verbindet. Am Nordrand von Gravenbruch führt die Bundesautobahn 3 in West-Ost-Richtung vorbei. Die südliche Grenze der Bebauung wird von der Landesstraße L 3117 begleitet, die von Heusenstamm im Osten über die Anschlussstelle Neu-Isenburg der Bundesautobahn 661 zur Kernstadt Neu-Isenburg führt. Im Südwesten von Gravenbruch kreuzt sie die B 459. Im Nordosten begrenzt die historische Alte Babenhäuser Straße als Forststraße sowohl die Wohnstadt Gravenbruch als auch das Stadtgebiet von Neu-Isenburg.
Gravenbruch ist Endstation der Buslinien 652, OF-51 und 551 sowie der 1× täglich (Mo–Fr) fahrenden OF-92.
- 652: Verkehrt zwischen Gravenbruch Nachtigallenstraße und dem Frankfurter Südbahnhof.
- 551: Fährt von Gravenbruch Nachtigallenstraße über Offenbach und Frankfurt nach Bad Vilbel Bf.
- OF-51: Verkehrt zum Neu-Isenburg Bahnhof Ostseite quer durch die Kernstadt Neu-Isenburg.
- OF-92: Verbindet nur einmal am Tag Gravenbruch und Dreieich-Sprendlingen, ein sogenannter Schülerverkehr.

Schon am 29. März 1960 wurde an der B 459 gegenüber der Hotelanlage das Autokino Gravenbruch als erstes Autokino in Deutschland eröffnet. Gravenbruch verfügt am zentral gelegenen Dreiherrnsteinplatz über Einkaufszentren, eine evangelische und eine katholische Kirche, Jugendzentrum, Büchereien, einen städtischen, evangelischen und katholischen Kindergarten sowie eine Polizeistation. Die Grundschule in Gravenbruch trägt den Namen Ludwig-Uhland-Schule.

## Persönlichkeiten
- Bernd Hölzenbein (1946–2024), Fußballspieler, lebte und verstarb in Gravenbruch[10]
- Albert Hörrmann (1899–1980), Schauspieler, lebte und starb in Gravenbruch